# (12699) 1990 DD2
(12699) 1990 DD2 là một tiểu hành tinh vành đai chính. Nó được phát hiện bởi Henri Debehogne ở Đài thiên văn La Silla ở Chile ngày 24 tháng 2 năm 1990.